# Chiloglottis palachila
Chiloglottis palachila är en orkidéart som beskrevs av David Lloyd Jones och Mark Alwin Clements. Chiloglottis palachila ingår i släktet Chiloglottis och familjen orkidéer.
Artens utbredningsområde är New South Wales. Inga underarter finns listade i Catalogue of Life.